# مركز إدارة النفايات والمختبرات الساخنة (مصر)
يكرس مركز إدارة النفايات والمختبرات الساخنة (HLWMC) ، للتخلص من النفايات المشعة ، وكذلك لتطوير الخبرة في النهاية الخلفية لدورة الوقود النووي وإنتاج النظائر المشعة للتطبيقات الطبية والصناعية. تأسست HLWMC في عام 1980 ، وتملكها وتشغلها هيئة الطاقة الذرية المصرية (AEA) في أنشاص ، شمال شرق القاهرة.

## نظرة عامة
يتكون مركز المختبرات الساخنة وإدارة النفايات (HLWMC) من محطة سائلة منخفضة ومتوسطة المستوى ومختبرات لإنتاج النظائر المشعة وموقع للتخلص من النفايات المشعة. يحتوي HLWMC على مجمع للخلايا الساخنة تم تزويده بالفرنسية لأبحاث استخراج البلوتونيوم ، وهو المرفق الوحيد المعروف في مصر والذي يمكن استخدامه لفصل البلوتونيوم القابل للاستخدام في الأسلحة عن وقود مفاعل الإشعاع. ومع ذلك، لا يحتوي المرفق على مواد نووية تتطلب ضمانات الوكالة الدولية للطاقة الذرية .